# Kino niezależne

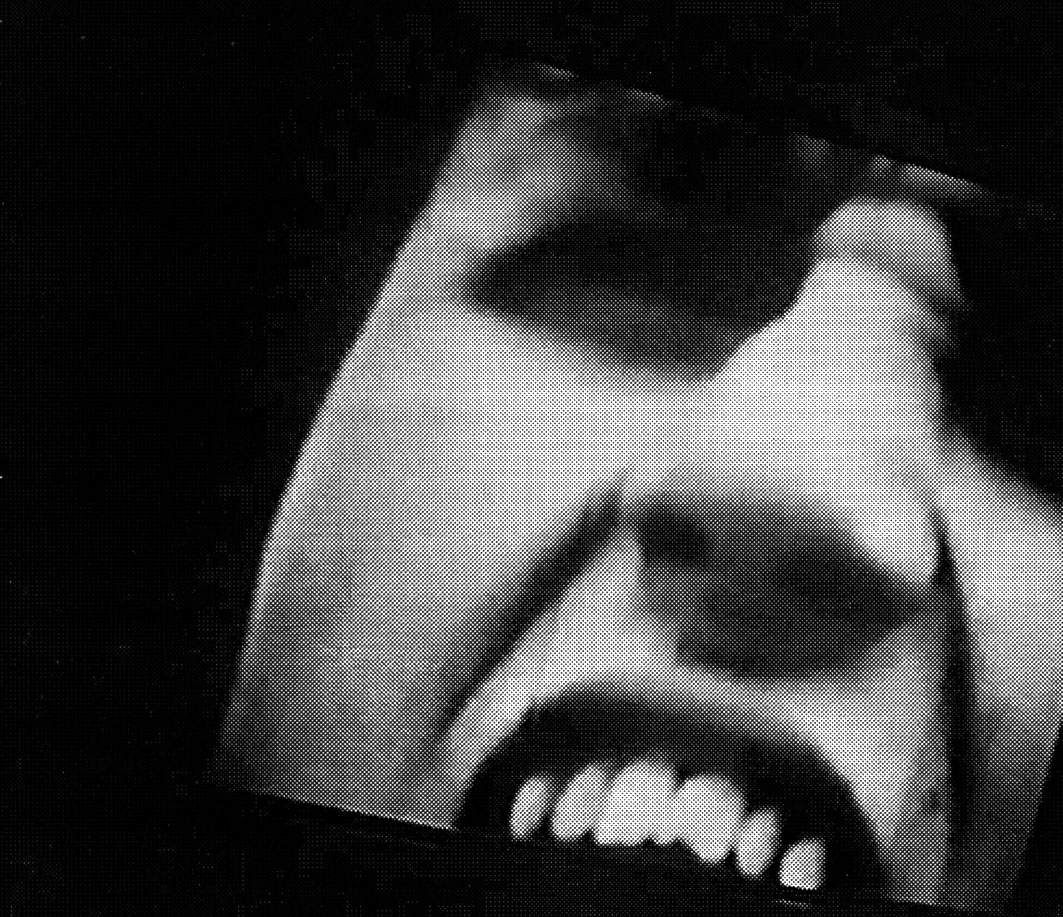
Kadr z filmu „KSU-1944”

Kino niezależne (kino offowe) – niezależna, niekomercyjna, czasami amatorska kinematografia. Realizowane filmy to niskobudżetowe produkcje, są przekazem własnej, artystycznej wizji świata. Zazwyczaj są to filmy krótko- lub średniometrażowe – dokumentalne, eksperymentalne i fabularne. Prezentowane są na festiwalach kina offowego, w galeriach sztuki, małych kinach, a czasami w telewizji.

## Kino niezależne w Polsce
Do twórców którzy zapoczątkowali offową kinematografię w Polsce należy zaliczyć m.in. Józefa Robakowskiego, twórców z Zespołu Filmowego TORPEDA, twórców z Zespołu Filmowego Skurcz, a także Jerzego Jernasa z niezależnej grupy twórczej GARAŻ-film. 
Obecnie liderami w tym nurcie są: bracia Piotr i Dominik Matwiejczyk, Bodo Kox, Grzegorz Lipiec, Hubert Gotkowski, Jakub Półtorak czy Mathias Mezler. 
Innym nurtem kinematografii niezależnej są artyści związani z ruchem amatorskich klubów filmowych, stowarzyszeń działających przy różnych ośrodkach kultury w czasach Polski Ludowej. Wiele z tych klubów istnieje do dzisiaj i często miesza się z innymi nurtami kina niezależnego. Do znanych twórców kina niezależnego należy także rekordzista z Księgi Guinnessa za największą liczbę zdobytych nagród Henryk Lehnert.
Dzięki powszechnemu dostępowi do technologii cyfrowych kino offowe przeżywa w ostatnich latach poważny rozkwit. W tej chwili można wyróżnić w nim dwa nurty. Pierwszy to typowe produkcje nieprofesjonalne, amatorskie, najczęściej krótkometrażowe. Drugi nurt to w pełni profesjonalne, niekiedy z wysokim budżetem, produkcje krótko- lub pełnometrażowe, w których (często nieodpłatnie) pojawiają się gwiazdy polskiego kina.